# Filosofía de la geografía
Filosofía de la geografía  es el subcampo de la filosofía que se ocupa en los problemas epistemológicos, metafísicos y ontológicos de la geografía.
John Kirtland Wright (1891-1969), un geógrafo norteamericano, notable por su cartografía y el estudio de la historia del pensamiento geográfico, acuñó el término relacionado «geosofía», para el estudio amplio del conocimiento geográfico.

## Revistas de filosofía y geografía
En 1997, el filósofo Andrew Light, actualmente en la Universidad George Mason, y el geógrafo Jonathan Smith, de la universidad de Texas A&M, fundaron la Sociedad para la Filosofía y la Geografía. La editorial Rowman & Littlefield Press publicó tres volúmenes de la revista anual Philosophy and Geography (1998-2004), que posteriormente adquirió una periodicidad bianual bajo la editorial Carfax. En 2005, esta revista se fusionó con la revista Ethics, Place, and Environment: A Journal of Philosophy & Geography (1998-2010), que había sido iniciada por geógrafos, publicada por Routledge. La revista fue editada por Light y Smith hasta el año 2009.
La revista publica trabajos de filosofía, geografía, y campos afines, en cuestiones de espacio, lugar y medio ambiente en sentido amplio y ha contribuido a ampliar el alcance del campo de la ética ambiental para incluir el trabajo en los entornos urbanos.
En 2009 Smith se retiró de la revista y Hale Benjamin de la Universidad de Colorado entró como el nuevo coeditor. Hale y Light relanzaron la revista en enero de 2011 como Ethics, Policy, and Environment (ISSN 2155-0085 y ISSN 2155-0093). Aunque que la revista se centra ahora más en la relación entre la ética ambiental y la política, sigue aceptando trabajos relevantes de geógrafos.